# The Best of Shakti
Albums de Shakti
Natural Elements
(1977) Remember Shakti
(1999)
The Best of Shakti est une compilation de Shakti, sortie en 1994.
L'album s'est classé 12e au Top World Music Albums.

## Liste des titres
| No | Titre                       | Durée |
| -- | --------------------------- | ----- |
| 1. | Joy                         | 18:13 |
| 2. | Bridge of Sighs             | 3:54  |
| 3. | Mind Ecology                | 5:50  |
| 4. | India                       | 12:35 |
| 5. | Face to Face                | 5:57  |
| 6. | Happiness Is Being Together | 4:29  |
| 7. | Isis                        | 15:11 |
| 8. | La Danse Du Bonheur         | 4:49  |
| 9. | Two Sisters                 | 4:41  |